# Władimir Zubkow
Władimir Anatoljewicz Zubkow (ros. Владимир Анатольевич Зубков; ur. 30 kwietnia 1948 w Nowosybirsku) – radziecki zapaśnik walczący w stylu klasycznym. Olimpijczyk z Monachium 1972, gdzie odpadł w eliminacjach w kategorii do 48 kg.
Mistrz świata w 1971, 1973, 1974, 1975. Brązowy medalista mistrzostw Europy w 1972.
Mistrz ZSRR w 1973. Trener reprezentacji Białorusi i Austrii roku.